# Shadows in the Night
Shadows in the Night (Sombras en la noche) es el trigésimo sexto álbum de estudio del músico estadounidense Bob Dylan, publicado por la compañía discográfica Columbia Records en febrero de 2015. El álbum incluyó diez canciones grabadas originalmente por el cantante Frank Sinatra entre finales de la década de 1950 y comienzos de la siguiente y fue registrado en el estudio B de los Capitol Studios en Los Ángeles, el mismo estudio en el que Sinatra grabó una gran parte de sus trabajos discográficos.
Tras su publicación, Shadows in the Night obtuvo en general buenas reseñas de la prensa musical, que destacó la voz de Dylan —«delicada, tierna y precisa, la mejor en veinticinco años», según Neil McCormick en su crítica de The Telegraph— y los nuevos arreglos de las canciones. Además, consiguió un notable éxito comercial al debutar en el número uno de la lista británica UK Albums Chart y convertirse en el octavo disco de Dylan en lograr la máxima posición en el país. Alcanzó también el puesto siete en la lista estadounidense Billboard 200 y entró en el top 10 de más de una decena de países como Alemania, Australia, Austria, España, Finlandia, Italia, Nueva Zelanda, Países Bajos, Portugal y Suiza.

## Trasfondo
Los primeros detalles de Shadows in the Night fueron desvelados con la publicación de una canción, «Full Moon and Empty Arms», como streaming a través de la web oficial de Dylan en mayo de 2014. En declaraciones a la revista Rolling Stone, un portavoz de Dylan dijo: «La canción es sin duda de un próximo álbum programado para publicarse en adelante este año». Sin embargo, Shadows in the Night fue archivado provisionalmente en beneficio de The Bootleg Series Vol. 11: The Basement Tapes Complete, un recopilatorio con las sesiones de grabación completas realizadas con The Band en 1967. El recopilatorio incluyó un flyer anunciando el lanzamiento de Shadows in the Night en 2015, aunque sin una fecha concreta.
El 9 de diciembre, Columbia confirmó el lanzamiento de Shadows in the Night el 3 de febrero de 2015 en un comunicado de prensa publicado a través de la web del músico. En el comunicado, Dylan comentó: «Desde hace tiempo he querido hacer algo así, pero hasta ahora no he sido lo suficientemente valiente para abordar complicados arreglos de treinta piezas y refinarlos para que suenen bien en una banda de cinco». Además, el músico comentó que las canciones fueron grabadas en «una o dos tomas, sin sobregrabaciones, sin cabinas donde grabar la voz, sin auriculares, sin separación de pistas, y en su mayor parte, se ha realizado la mezcla mientras se grababa».

## Contenido

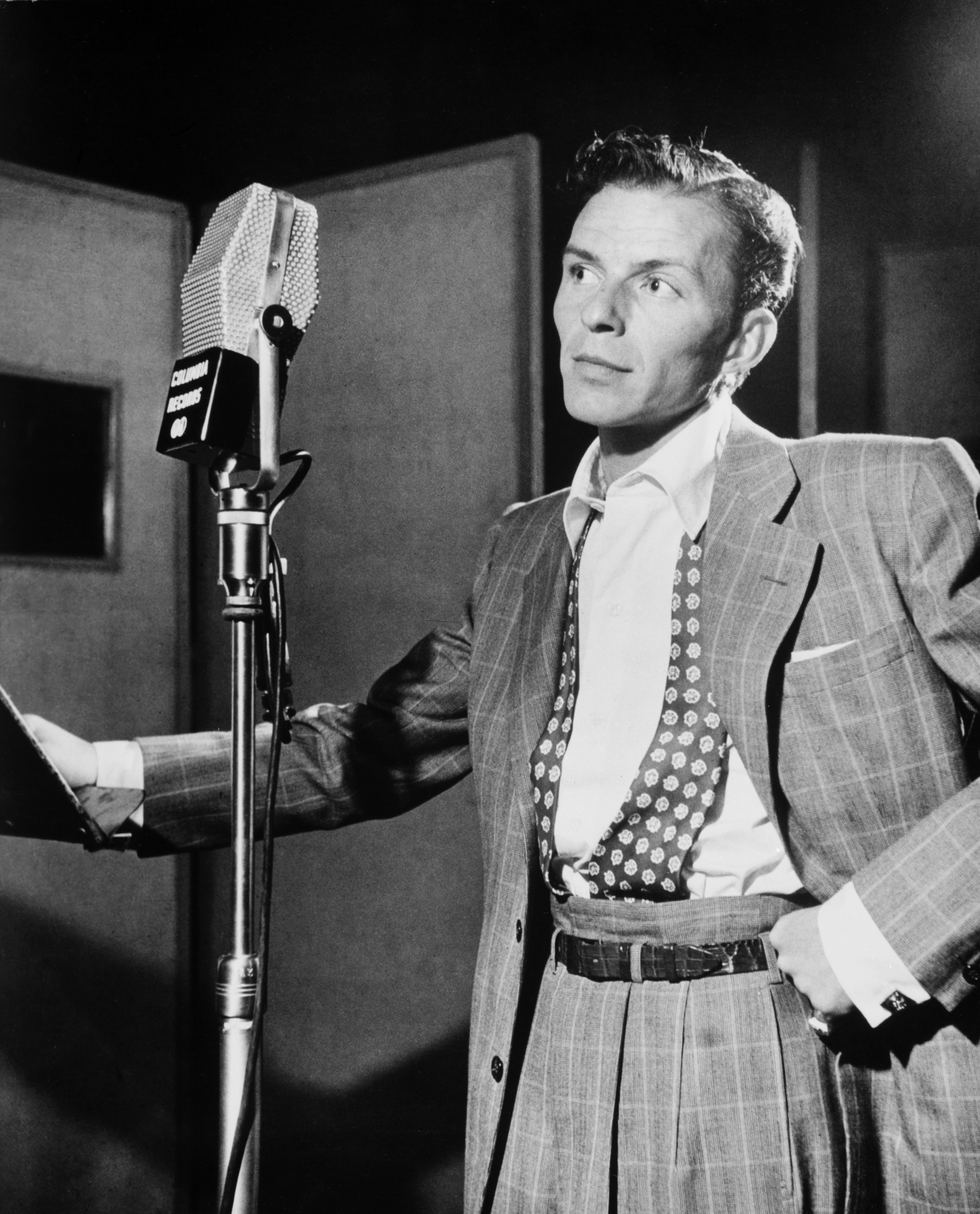
Shadows in the Night incluye diez baladas grabadas originalmente por Frank Sinatra.

Shadows in the Night incluye diez baladas grabadas por Frank Sinatra entre finales de la década de 1950 y comienzos de la siguiente. Las canciones fueron seleccionadas en un periodo en la carrera de Sinatra en la cual estaba grabando álbumes temáticos que exploraba emociones sobre la separación y las rupturas, tales como Where Are You? (1957), que incluyó cuatro de las canciones de Shadows in the Night, No One Cares (1959) y All Alone (1962). La mayoría de las canciones son clásicos del Tin Pan Alley, desarrolladas con un medio tiempo que «a menudo se deleitan en la melancolía» y comunican una sensación de soledad.  Los arreglos se centran en la voz de Dylan apoyada por el pedal steel guitar de Donny Herron y el bajo de Tony Garnier.
Shadows in the Night fue grabado en el estudio B de los Capitol Studios en 2014, donde Sinatra grabó a menudo sus trabajos. Según Al Schmitt, ingeniero de sonido del álbum, las canciones de Shadows in the Night fueron grabadas en directo, con Dylan cantando y los músicos tocando en la misma habitación al mismo tiempo, sin auriculares. Dylan no quería ver ningún micrófono salvo el que usaba para su propia voz, por lo que Schmitt tuvo que colocar el resto de los micrófonos alejados de los instrumentos. El micrófono del contrabajo se situó a dos metros y medio, y alejado de modo que no se viera, un criterio similar al utilizado con la guitarra acústica. Para la guitarra eléctrica y el pedal steel, Schmitt colocó los micrófonos cerca de los amplificadores, situados a un extremo de la habitación.
Según Schmitt, las sesiones de grabación tuvieron lugar entre las 3:00 p. m. y las 6:00 p. m., con un descanso de dos horas y una nueva sesión entre las 8:00 p. m. y las 10:30 p. m. El grupo grabó de lunes a viernes, con los fines de semana libres. Dylan preparó cada sesión escuchando las grabaciones de Sinatra, según Schmitt, quien señaló: «Escuchaba las canciones una y otra vez y obtenía la intención de Sinatra en lo que estaba haciendo con la canción. Entonces solo hacía dos o tres tomas en cada canción, pero a su manera. No tenía nada que ver con Sinatra. Acababa de aprender de lo que trataba la canción y lo que sea. Fue una interesante forma de trabajar». Dylan grabó un total de veintitrés canciones, de las cuales solo aparecieron diez en Shadows in the Night.

## Publicación
Columbia Records publicó Shadows in the Night el 3 de febrero de 2015. Antes de su lanzamiento, un publicista de Dylan anunció que 50 000 copias gratuitas del disco iban a ser regaladas al azar a lectores de la revista AARP, una publicación bimensual enfocada en temas sobre la edad. Los representantes de Dylan también se acercaron a Robert Love, editor en jefe de la revista, a quien solicitaron una entrevista. En la entrevista, Dylan comentó que quería hacer un álbum como Shadows in the Night desde que escuchó el disco de Willie Nelson Stardust en la década de 1970. Además, el músico también habló de su admiración por Frank Sinatra: «Cuando empiezas a hacer estas canciones, Frank tiene que estar en tu mente. Porque él es la montaña. Es la montaña que tienes que escalar, incluso si solo consigues hacer parte del camino. Y es difícil encontrar una canción en la que no lo hizo... La gente habla sobre Frank todo el tiempo. Él tenía esta habilidad de meterse en la canción en una especie de manera coloquial. Frank cantaba para ti, no a ti. Yo nunca quise ser un cantante que cantase a alguien. Siempre he querido cantar para alguien... Ciertamente, nadie adoraba a Sinatra en los sesenta del modo en que lo hicieron en los 40. Pero él nunca se fue —todas esas otras cosas que nos parecían aquí para quedarse, desaparecen. Pero él nunca lo hizo».
La intención de Dylan, sin embargo, no era grabar una mera colección de versiones o un tributo a Sinatra. En un comunicado, el músico comentó: «No me veo versionando estas canciones de ninguna manera. Han sido suficientemente versionadas. Lo que yo y mi banda estamos haciendo básicamente es desversionarlas. Llevándolas fuera de la tumba y atrayéndolas a la luz del día».

## Recepción
Tras su publicación, Shadows in the Night recibió reseñas en general positivas de la prensa musical. En Metacritic, que asigna una calificación normalizada sobre cien a los comentarios de la crítica, el álbum recibió una puntuación media de 83 basada en dieciocho reseñas. Stephen Thomas Erlewine de Allmusic escribió: «El hecho de que la sensación sea tan ricamente idiosincrásica es un testimonio de lo bien que [Dylan] conoce estos temas, y estos sinuosos y lentos arreglos son la razón por la cual Shadows in the Night resulta inesperadamente resonante: es un testimonio de cuán profundamente se ve Dylan a sí mismo en estas viejas canciones». Kenneth Partridge, en la revista Billboard, otorgó al álbum cuatro de cinco estrellas y señaló que Dylan estaba «cantando como un tipo que lo ha visto todo y encontrado la verdad en la poesía intemporal que es de todos». Partridge también observó: «Dylan siempre ha amado la mitología estadounidense y todas las cosas arcaicas, y sus mejores canciones en álbumes recientes están arraigadas en el pop anterior al rock. Cuando se pone melancólico en "The Night We Called It a Day" o agarra los rayos de luna en la favorita del Pacífico Sur "Some Enchanted Evening", [Dylan] es natural y sincero». Alex Petridis, periodista de The Guardian, comentó que «puede ser el álbum más francamente agradable que Dylan jamás haya hecho desde Time Out of Mind». Por otra parte, Jesse Cataldo de la revista Slant consideró que el álbum «profundiza en la tristeza innata de estas viejas melodías estableciendo una larga e irregular continuidad, la cual posee la misma mutabilidad inherente que las canciones folk de los primeros días de Dylan».
En su reseña para The A.V. Club, Corbin Reiff resumió el álbum con las siguientes palabras: «Puedes considerarlo otro ejemplo de uno de los artistas más caprichosos en la historia de la música pop haciendo lo que le apetece. Lo tomas o lo dejas». Doublas Heselgrave, de la revista Paste, comentó que «cada canción de Shadows in the Night expresa un nivel de madurez vocal e intuición que nunca antes había alcanzado». David Fricke, de Rolling Stone, describió el álbum como «calladamente provocativo y convincente».
Jon Pareles, de The New York Times, hizo una reseña positiva del álbum y escribió: «Dylan presenta otra voz cambiada: no la raspaduda iracunda de sus álbumes recientes, sino un todo sostenido y tenue. Es aún andrajosas: tiene 73 años. Pero honra cuidadosamente las melodías, incluso las más complicadas, y habita en su totalidad en las letras... No todas las canciones prosperan bajo el tratamiento de Dylan... Pero incluso cuando se tambalea, Shadows in the Night mantiene su estado de ánimo singular: enamoradizo, inquietante, suspendido entre un inconsolable presente y todas las disculpas del pasado». Pareles concluyó diciendo que Shadows in the Night es «un homenaje de un venerado músico estadounidense a otro, un nuevo examen de una escuela de composición de canciones, una hazaña de la nostalgia técnica y un ajuste de cuentas con amor y muerte».
En su reseña para The Telegraph, Neil McCormick describió el álbum como «bastante magnífico» y «escalofriante, agridulce, conmovedor» y «con la mejor voz de Dylan en veinticinco años». McCormick elogió la voz «delicada, tierna y precisa» de Dylan que, de alguna manera, «se centra en las canciones, apremiando a los oyentes a hacer frente a su mundo interior de una manera que la hermosura pueda disfrazar». McCormick señaló también que las canciones están «perfectamente situadas en arreglos simples pero aun así inspirados» que reemplazan las orquestas tradicionalmente nostálgicas con «pedal steel guitar lloronas, contrabajos gentilmente recortados, un oleaje de instrumentos de vientos y las insinuaciones más ligeras de hi hats». McCormick concluyó la crítica diciendo: «[Dylan] toma un hermoso material escrito por grandes como Rodgers y Hammerstein y los habita por completo, reimaginando "Some Enchanted Evening" con la nostálgica intimidad de una persona mirando a través de las brumas del tiempo».

## Lista de canciones
| N.º | Título                         | Escritor(es)                          | Duración |  |
| 1.  | «I'm a Fool to Want You»       | Frank Sinatra, Jack Wolf, Joel Herron | 4:51     |  |
| 2.  | «The Night We Called It a Day» | Trad. Arr. Dylan                      | 3:24     |  |
| 3.  | «Stay With Me»                 | Jerome Moross, Carolyn Leigh          | 2:56     |  |
| 4.  | «Autumn Leaves»                | Jacques Prévert                       | 3:02     |  |
| 5.  | «Why Try to Change Me Now»     | Cy Coleman, Joseph McCarthy           | 3:38     |  |
| 6.  | «Some Enchanted Evening»       | Oscar Hammerstein II, Richard Rodgers | 3:28     |  |
| 7.  | «Full Moon and Empty Arms»     | Buddy Kaye, Ted Mossman               | 3:26     |  |
| 8.  | «Where Are You?»               | Harold Adamson, Jimmy McHugh          | 3:37     |  |
| 9.  | «What'll I Do»                 | Irving Berlin                         | 3:21     |  |
| 10. | «That Lucky Old Sun»           | Haven Gillespie, Beasley Smith        | 3:39     |  |

## Personal
| Músicos - Bob Dylan: voz - Daniel Fornero: trompeta - Tony Garnier: bajo - Larry G. Hall: trompeta - Dylan Hart: trompa - Donnie Herron: pedal steel guitar - Alan Kaplan: trombón - Stu Kimball: guitarra - Andrew Martin: trombón - Joseph Meyer: trompa - George Receli: percusión - Charlie Sexton: guitarra - Francisco Torres: trombón | Equipo técnico - Geoff Gans: diseño del álbum - Steve Genewick: ingeniero de sonido - D. I. Harper: orquestación - Al Schmitt: mezclas - Doug Sax: masterización - John Shearer: fotografía |

## Posición en listas
| País              | Lista                    | Posición |
| ----------------- | ------------------------ | -------- |
| Alemania          | Media Control Chart      | 6        |
| Australia         | ARIA Albums Chart        | 8        |
| Austria           | Ö3 Austria Top 40        | 3        |
| Bélgica (Valonia) | Ultratop 200 Albums      | 22       |
| Bélgica (Flandes) | Ultratop 200 Albums      | 3        |
| Dinamarca         | Tracklisten Album Chart  | 4        |
| España            | Spanish Albums Chart     | 3        |
| Estados Unidos    | Billboard 200            | 7        |
| Francia           | SNEP Albums Chart        | 30       |
| Finlandia         | Finnish Albums Chart     | 8        |
| Irlanda           | Irish Albums Chart       | 1        |
| Italia            | Italian Albums Chart     | 6        |
| Noruega           | VG-lista Albums Chart    | 1        |
| Nueva Zelanda     | New Zealand Music Charts | 6        |
| Países Bajos      | Mega Albums Chart        | 2        |
| Portugal          | Portuguese Albums Chart  | 6        |
| Reino Unido       | UK Albums Chart          | 1        |
| Suecia            | Albums Top 60            | 1        |
| Suiza             | Hit Parade Top 100       | 2        |